# تودستراند (شهرک)
تودستراند (به لاتین: Tvedestrand) یک شهرک در نروژ است که در اوست اگدر واقع شده‌است. تودستراند ۱٫۹۳ کیلومتر مربع مساحت و ۲٬۵۰۳ نفر جمعیت دارد و ۱ متر بالاتر از سطح دریا واقع شده‌است.

## نگارخانه

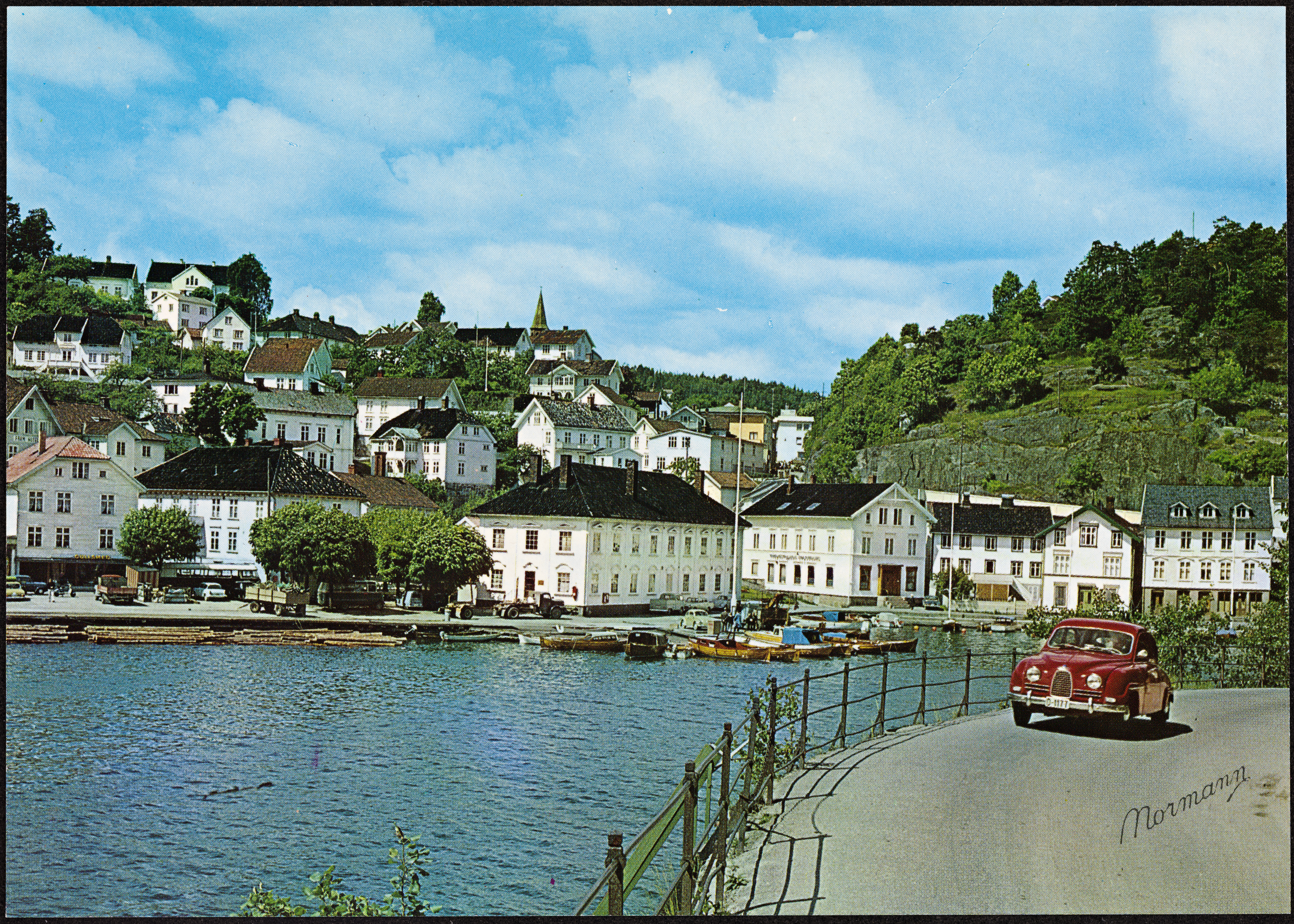
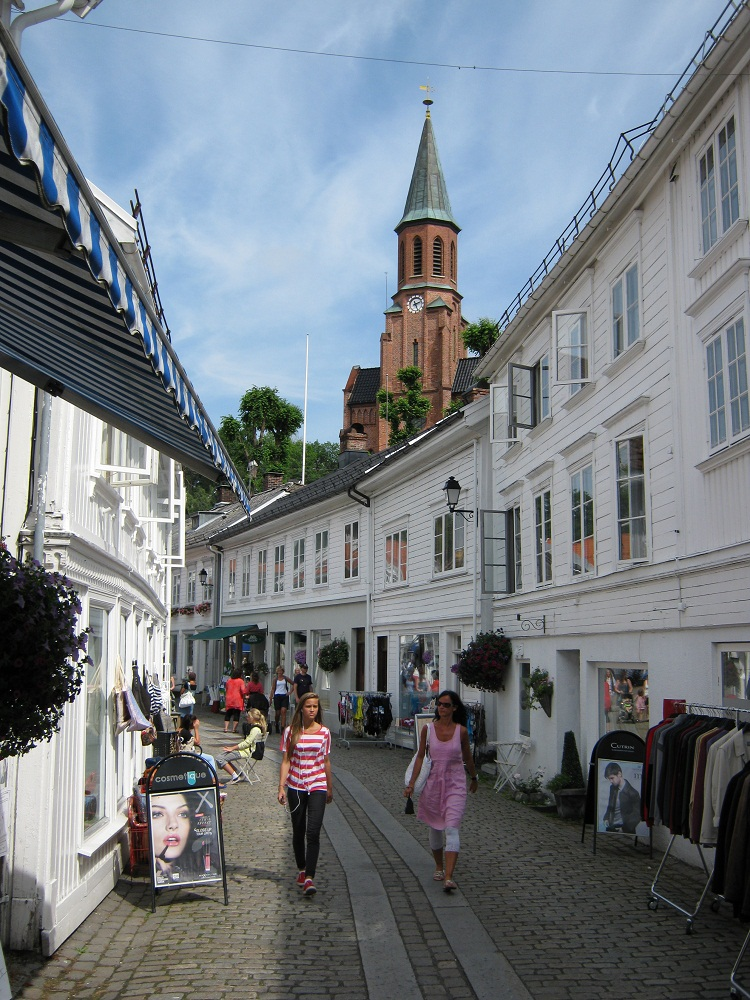
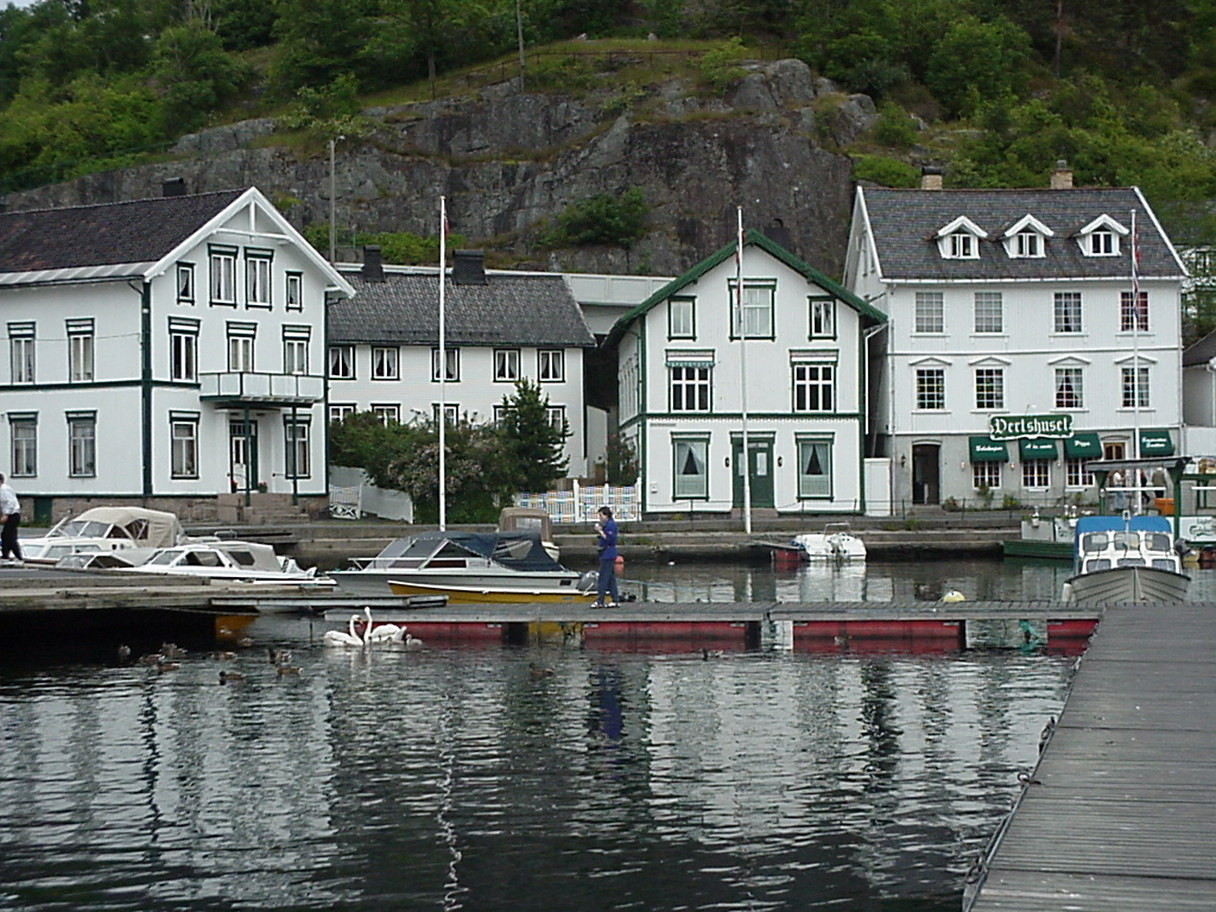
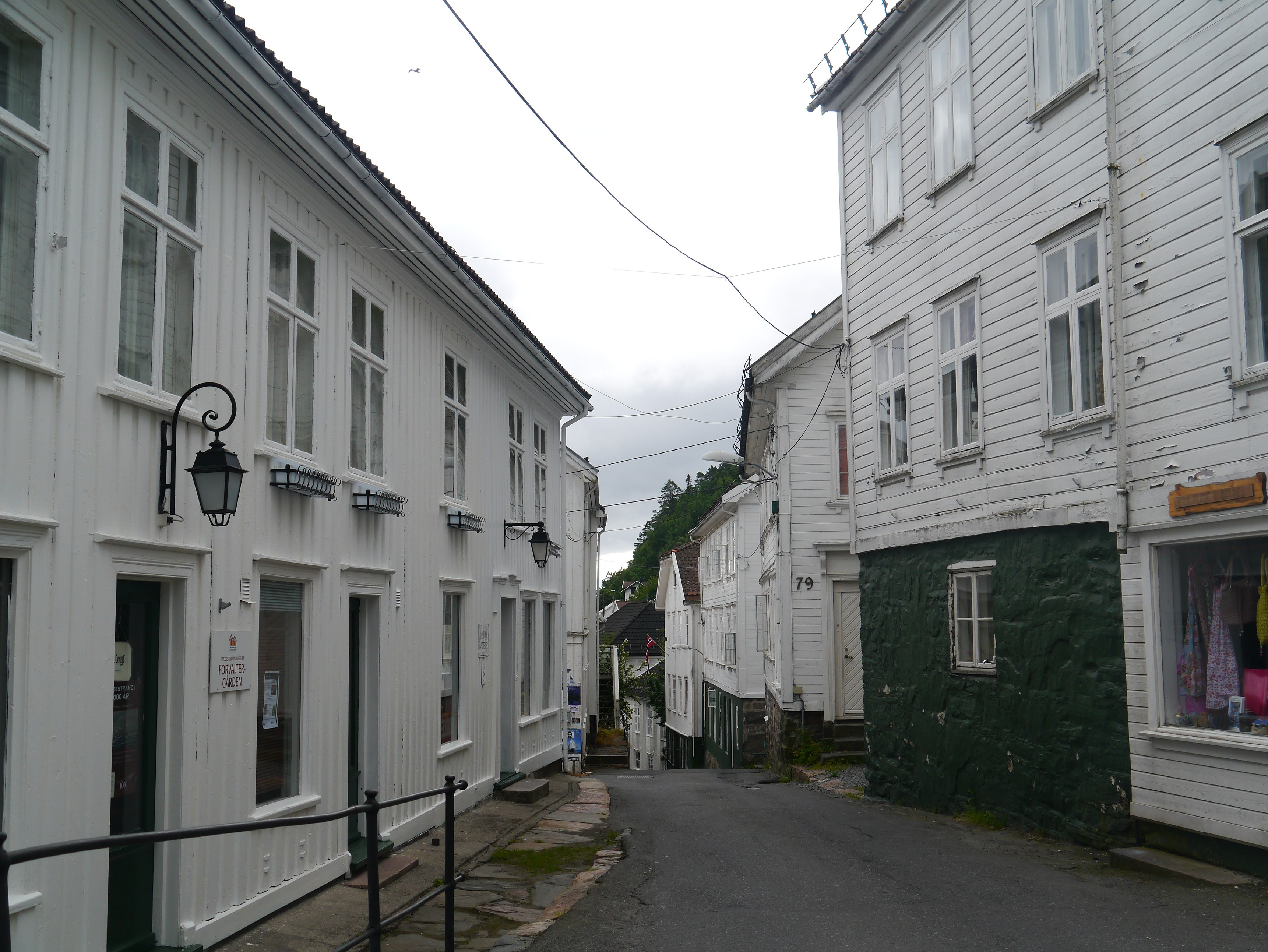
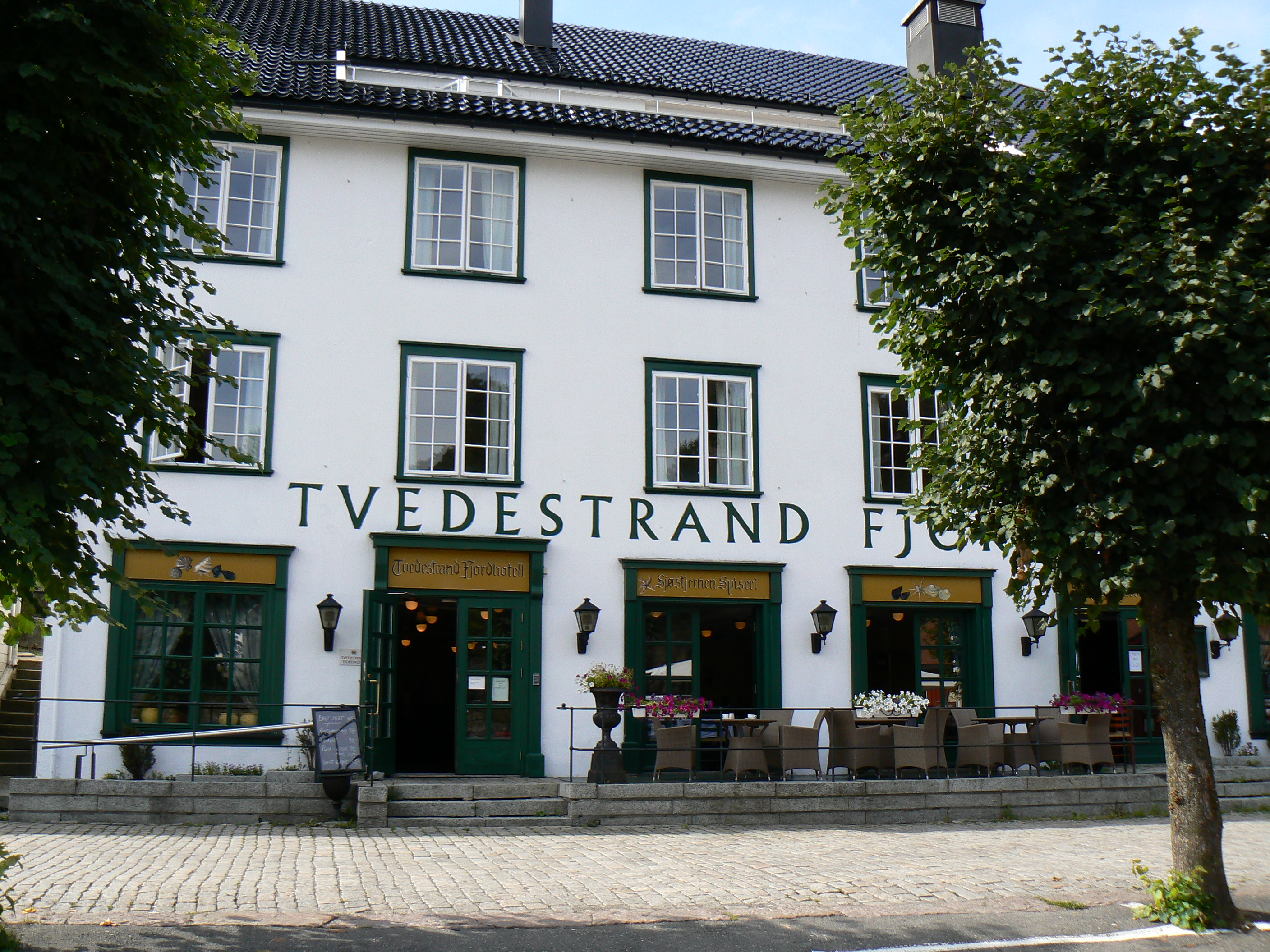
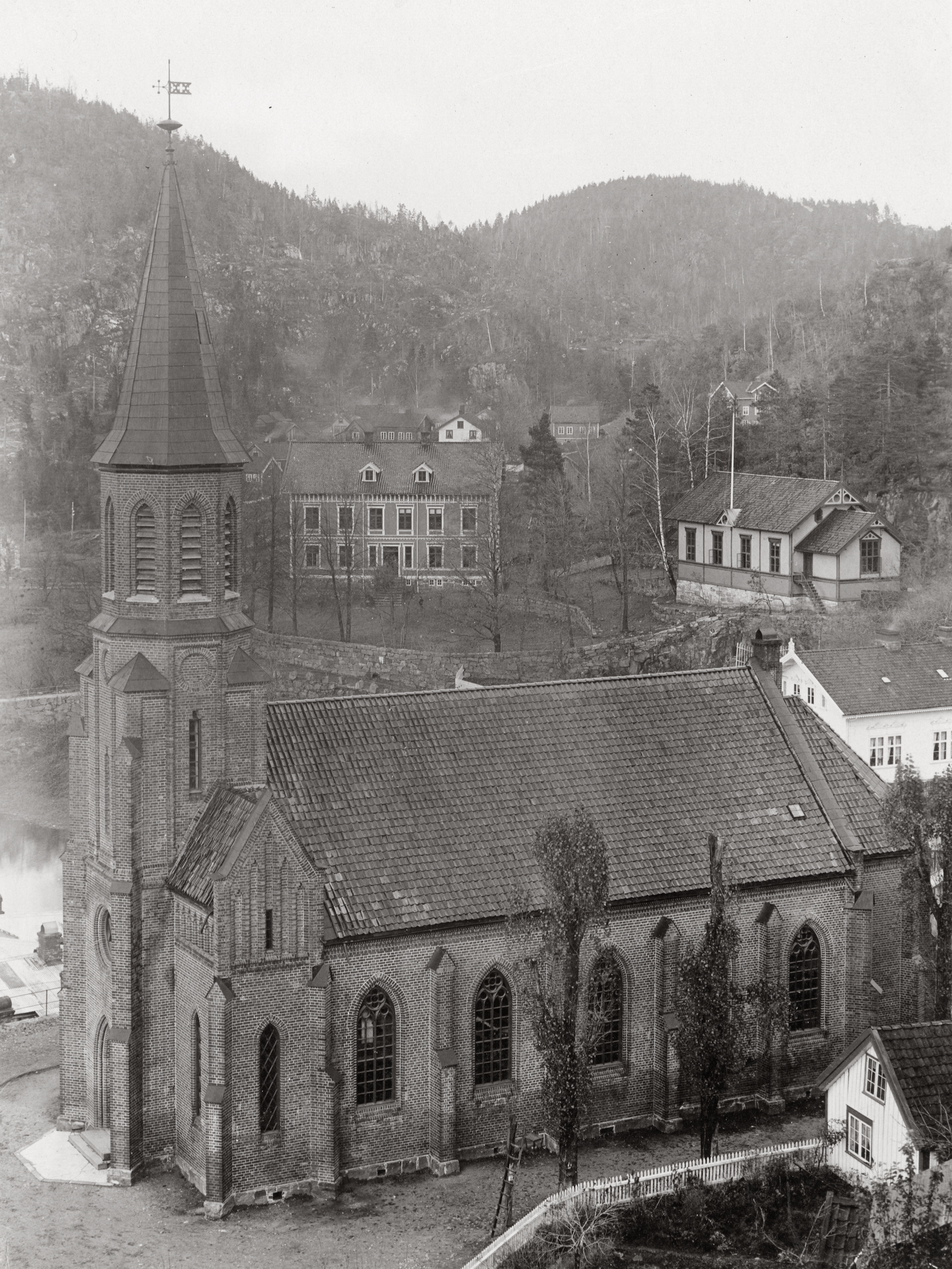
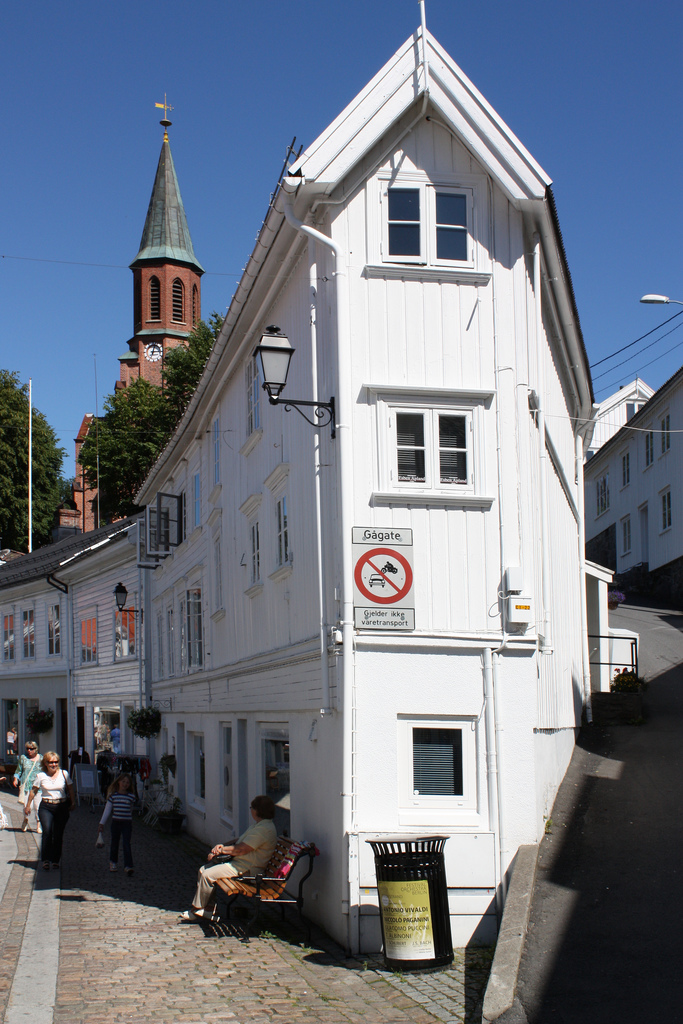